# 卡柳梅特鎮區 (密蘇里州派克縣)
卡柳梅特鎮區（英語：Calumet Township）是位於美國密蘇里州派克縣的一個行政鎮區。

## 地方資料
卡柳梅特鎮區的面積為292.15平方千米，當中陸地面積為279.27平方千米，而水域面積為12.88平方千米。根據2020年美國人口普查的數據，當地共有人口1140人，而人口密度為每平方千米3.9人。